# Edwardsiella lineata
Edwardsiella lineata is een zeeanemonensoort uit de familie Edwardsiidae. Edwardsiella lineata werd in 1873 voor het eerst wetenschappelijk beschreven door Addison Emery Verrill. Het is inheems in de noordwestelijke Atlantische Oceaan, waar het voorkomt in de subtidale zone.

## Beschrijving
E. lineata is een kleine, delicaat ogende, witte of bruinachtige anemoon met een typische lengte van 15-20 millimeter als volwassen poliep. Het heeft een eenvoudig lichaamsplan, met slechts 8 volledige mesenteriën en 18-24 tentakels. Het lichaam van een volwassene bestaat uit vier verschillende delen die worden gedefinieerd door het weefseltype: de mondschijf met de tentakels, het capitulum waarin de actinopharynx of "darm" is ondergebracht, het  scapus en het aborale uiteinde. Het kan zijn lichaam verlengen en verkorten met behulp van oprol- en pariëtale spieren die aanwezig zijn op deze mesenteriën. Het bezit verschillende soorten netelcellen, waaronder acontia (draadachtige verdedigingsorganen die uit de mond worden gegooid of speciale poriën bij irritatie). Het leeft in een slanke slijmbuis ondergedompeld in sediment.

## Verspreiding en leefgebied
E. lineata is inheems in ondiepe gematigde wateren in de noordwestelijke Atlantische Oceaan, waar het voorkomt tussen Cape Cod en Kaap Hatteras. Het wordt meestal aangetroffen in rotsspleten en op en onder rotsen in de sublitorale zone op een diepte tot 20 meter, maar kan ook infaunaal zijn, zich ingravend in zacht sediment. Het komt soms in grote aantallen voor. Er zijn meldingen geweest van mogelijke E. lineata in het noordoosten van de Atlantische Oceaan, hoewel de organismen alleen tot op geslachtsniveau konden worden bevestigd. E. lineata is genetisch bijna niet te onderscheiden van zijn naaste verwant Edwardsiella carnea, die inheems is in het noordoosten van de Atlantische Oceaan en waarvan de levenscyclus momenteel onbekend is.